# الكسرة (منبج)
السيد قرية سوريّة تتبع إداريّاً لمحافظة حلب منطقة منبج ناحية خفسة، بلغ تعداد سكانها (614) نسمة حسب التعداد السكاني لعام 2004.